# Eparhia de Veliko Tărnovo

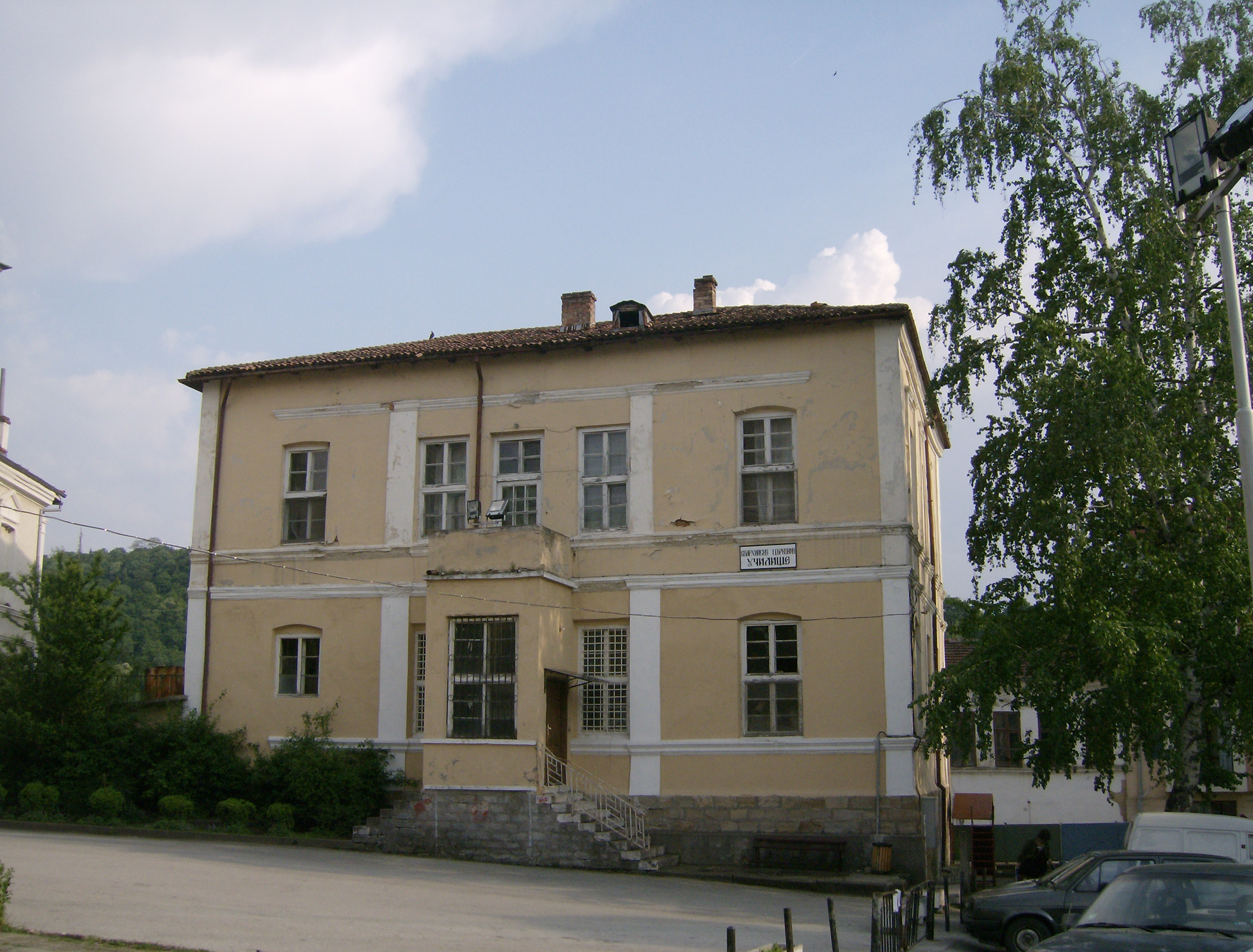
Seminarul Teologic al Episcopiei de Veliko Tărnovo

Eparhia de Veliko Tărnovo (în bulgară Великотърновска епархия) este una dintre eparhiile Bisericii Ortodoxe Bulgare, cu sediul episcopal în orașul Veliko Tărnovo.

## Istoric
Eparhia de Tărnovo a fost înființată după creștinarea bulgarilor în timpul domniei țarului Boris I al Bulgariei. După înființarea Țaratului Vlaho-Bulgar în 1185 orașul Tărnovo a devenit reședința Patriarhiei de Tărnovo, în comuniune cu Biserica Romei. Când otomanii au cucerit Bulgaria Patriarhia de Tărnovo a fost desființată, fiind transformată în Episcopia de Veliko Tărnovo. Eparhia a fost subordonată canonic Patriarhiei Ecumenice de Constantinopol. Primul mitropolit al Eparhiei de Veliko Tărnovo după încetarea dominației otomane a fost Ilarion Mihailovski în 1872.

## Mănăstiri

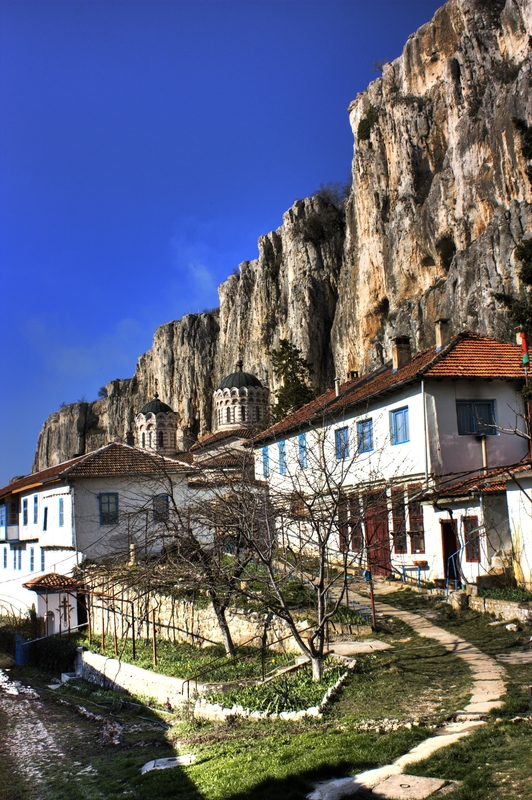
Mănăstirea patriarhală „Sfânta Treime”

### Protopopiatul Veliko Tărnovo
- Mănăstirea „Adormirea Maicii Domnului” din Arbanasi[3]
- Mănăstirea „Sf. Nicolae” din Arbanasi
- Mănăstirea „Nașterea Maicii Domnului” din Kilifarevo
- Mănăstirea „Sf. Nicolae” din Kăpinovo
- Mănăstirea „Sf. Patruzeci de Mucenici” din Merdanea
- Mănăstirea patriarhală „Sfânta Treime”
- Mănăstirea „Sf. Prooroc Ilie” din Plakovo
- Mănăstirea „Schimbarea la față”
- Mănăstirea „Sf. Arhanghel Mihail” din Prisovo
- Mănăstirea „Sf. Pantelimon” din Prisovo

### Protopopiatul Gorna Oreahovița

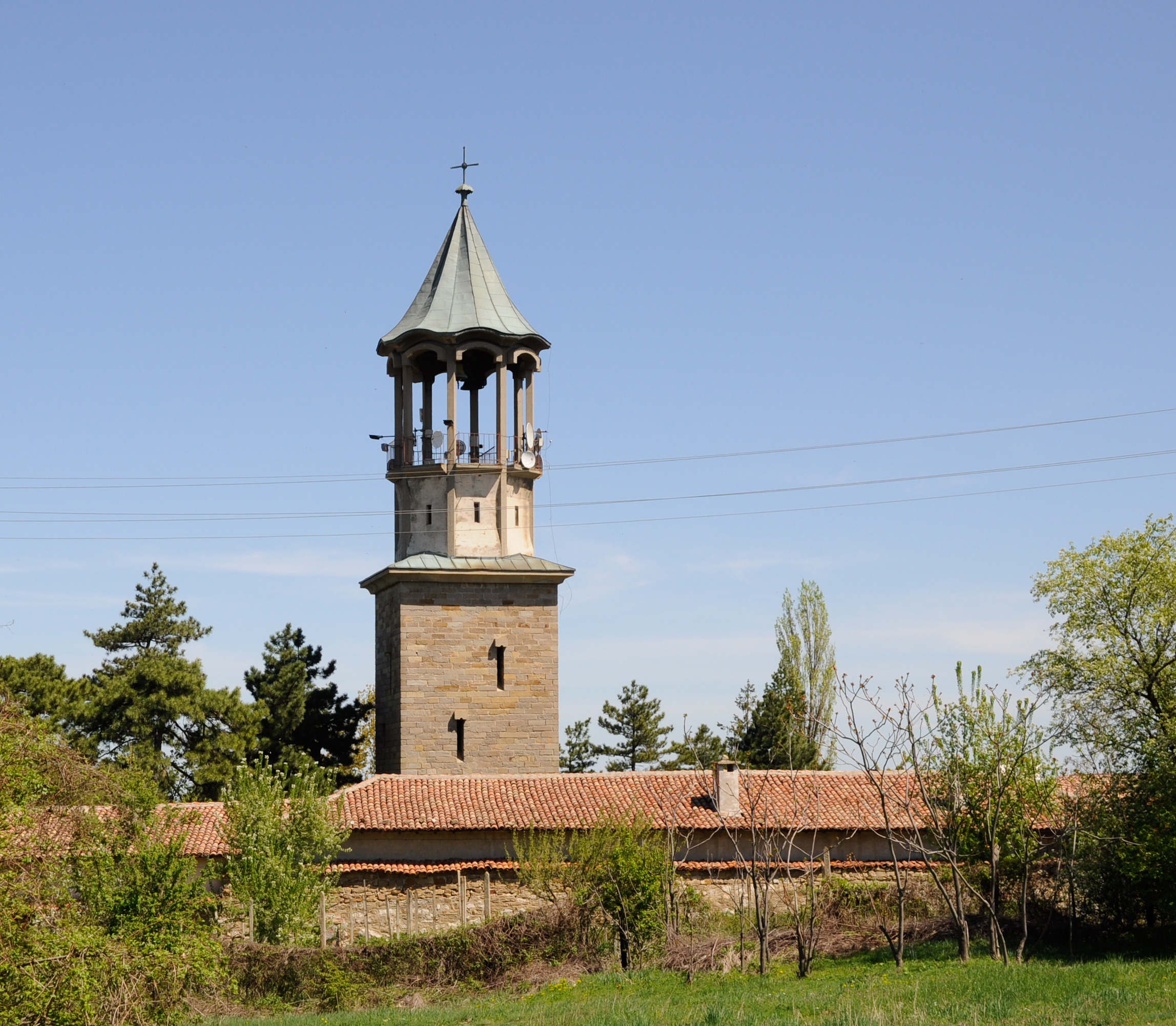
Mănăstirea „Sf. Petru și Pavel”

- Mănăstirea „Sf. Prooroc Ilie” din Gorna Oreahovița
- Mănăstirea „Sf. Petru și Pavel” din Leaskoveț

### Protopopiatul Gabrovo
- Mănăstirea Sokolski

### Protopopiatul Dreanovo
- Mănăstirea Dreanovo

### Protopopiatul Elena
- Mănăstirea „Sf. Prooroc Ilie” din Buinovți
- Mariinsky Mănăstirea „Adormirea Maicii Domnului” din Marinovo

### Protopopiatul Sviștov
- Mănăstirea „Sf. Ap. Petru și Pavel” din Sviștov
- Mănăstirea „Sf. Maria” din Sviștov

### Protopopiatul Sevlievo
- Mănăstirea „Intrarea în Biserică a Maicii Domnului” din Batoșevo
- Mănăstirea „Adormirea Maicii Domnului” din Batoșevo

## Structură
- Protopopiatul Veliko Tărnovo
- Protopopiatul Gabrovo
- Protopopiatul Gorna Oreahovița
- Protopopiatul Dreanovo
- Protopopiatul Elena
- Protopopiatul Nikopol
- Protopopiatul Pavlikeni[4]
- Protopopiatul Sviștov
- Protopopiatul Sevlievo

## Mitropoliți

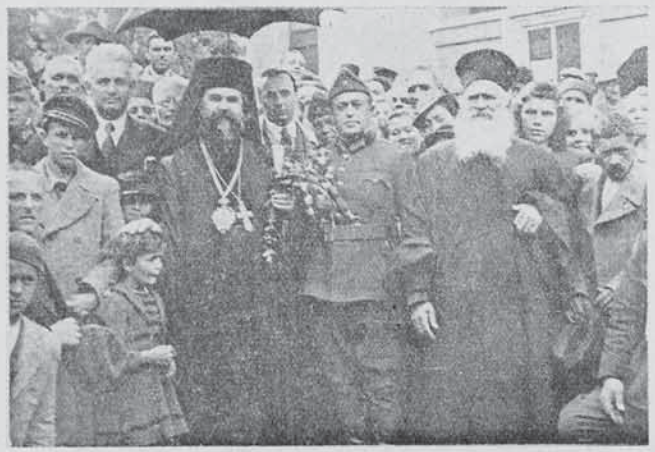
Mitropolitul Sofroni

- Ilarion Mihailovski (1872–1875)
- Kliment Drumev (1884–1901)
- Antim Kancev (1901–1914)
- Iosif Rafailov (1914-1918)
- Filip Pencev (1920-1935)
- Sofroni Ceavdarov (1935-1961)[5]
- Stefan Staikov (1962-1992)
- Grigori Stefanov (1994-)[6]